# سفیر برند

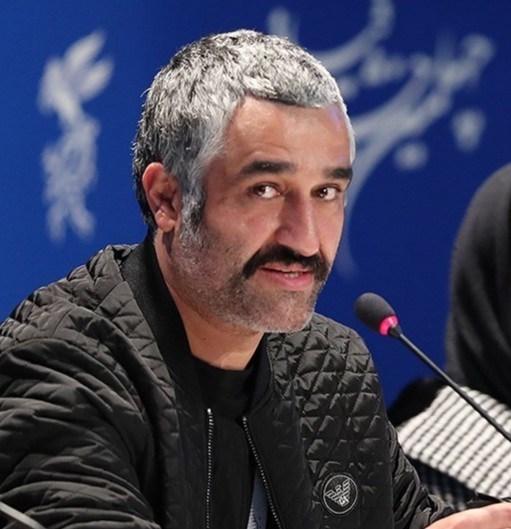
پژمان جمشیدی سفیر برند شهر فرش

سفیر برند (به انگلیسی: Brand ambassador) (گاهی سفیر شرکت نیز نامیده می‌شود) فردی است که توسط یک سازمان یا شرکت به کار گرفته می‌شود تا یک برند را با دید مثبت معرفی کند و با این کار به افزایش آگاهی و فروش برند کمک کند. سفیر برند به معنای تجسم هویت سازمانی در ظاهر، رفتار، ارزش‌ها و اخلاق است. عنصر کلیدی سفیران برند توانایی آنها در استفاده از استراتژی‌های تبلیغاتی است که رابطه مشتری-محصول-خدمت را تقویت می‌کند و مخاطبان زیادی را برای خرید و مصرف بیشتر تحت تأثیر قرار می‌دهد.
یک سفیر برند عمدتاً به عنوان یک سخنگوی مثبت، یک رهبر عقیده یا یک تأثیرگذار جامعه شناخته می‌شود که به عنوان یک عامل داخلی یا خارجی برای افزایش فروش محصول یا خدمات و ایجاد آگاهی از برند منصوب می‌شود. امروزه، «سفیر برند» به عنوان یک اصطلاح، فراتر از برندسازی افراد مشهور به برندسازی شخصی یا مدیریت برند شخصی گسترش یافته‌است. چهره‌های حرفه‌ای مانند سفیران خیرخواه و غیرانتفاعی، مدل‌های تبلیغاتی، گواهی‌نامه‌ها و حامیان برند به عنوان بسط همین مفهوم، با در نظر گرفتن نیازهای هر شرکتی شکل گرفته‌اند.
اصطلاح سفیر نام تجاری به کالایی اشاره دارد که همه انواع کارکنان رویداد را پوشش می‌دهد، که بین میزبانان نمایشگاه تجاری، اعضای تبلیغاتی در فروشگاه و تیم‌های خیابانی متفاوت است. پیش از این، شغل سفیر برند معمولاً توسط یک فرد مشهور یا فردی با حضور شناخته شده انجام می‌شد که اغلب برای زمان و تلاش خود دستمزد قابل توجهی دریافت می‌کردند. اما امروزه سفیر برند می‌تواند هر کسی باشد که دانش داشته باشد یا بتواند نیازهای خاصی را که یک برند به دنبال آن است شناسایی کند. صنعت مد، با این حال، هنوز تنها به مشتریان مشهور متکی است تا سفیران برند باقی بمانند. علاوه بر این، سفیران برند به عنوان فروشنده کلیدی برای یک محصول یا خدمات ارائه شده در نظر گرفته می‌شوند. آن‌ها باید در مورد برندی که نمایندگی می‌کنند، به‌خوبی آگاه بمانند، زیرا ماهیت آن‌ها این است که وقتی سؤالاتی از سوی مصرف‌کنندگان مطرح می‌شود، افراد مراجعه‌کننده هستند. وظیفه سفیر برند این است که نتایج را از طریق ابزارهای ارتباطی به صورت عمومی، مانند رسانه‌های اجتماعی، یا خصوصی از جمله ایمیل، پیام رسانی و کانال‌های یک به یک دیگر، هدایت کند.

## تاریخچه
مفاهیم برندها و بازاریابی برند در طول چندین دهه تکامل یافته‌است. به‌طور سنتی، مصرف‌کنندگان تنها با چند سرویس تبلیغاتی محصولاتی که در بازار موجود بودند آشنا بودند. از دهه ۱۸۷۰، تعدادی از شرکت‌ها شروع به تولید «محصولات برند شده» کردند که مصرف‌کنندگان را با برندهای بیشتری آشنا کرد. از سال ۱۹۱۵ تا دهه ۱۹۲۰، برندهای تولیدکننده تأسیس و توسعه بیشتری یافتند، که باعث افزایش اتکای شرکت‌ها به تبلیغات و بازاریابی برند شد. با این حال، رکود بزرگ منجر به یک کاستی شدید در پیشرفت برند شد، زیرا شرکت‌ها با راه‌های کمی برای افزایش درآمد و بازگرداندن کسب‌ و کارشان به مسیر اصلی باقی مانده بودند. شرکت‌هایی مانند پروکتر اند گمبل، جنرال فودز و یونیلور به خاطر برند و بقای خود در بازاری ناامید، رشته مدیریت برند را توسعه دادند. «سیستم مدیر برند» به نوع ساختار سازمانی گفته می‌شود که در آن برندها یا محصولات به مدیرانی که مسئولیت عملکرد آنها را بر عهده دارند، اختصاص می‌یابد.